# Monlezun-d’Armagnac
Monlezun-d’Armagnac település Franciaországban, Gers megyében. Lakosainak száma 188 fő (2022. január 1.). Monlezun-d’Armagnac Castex-d’Armagnac, Laujuzan, Maupas, Mormès és Toujouse községekkel határos.

## Népesség
A település népességének változása:
| Lakosok száma | 263  | 259  | 205  | 194  | 202  | 200  | 201  | 201  | 199  | 188  |
|               | 1968 | 1982 | 1999 | 2006 | 2011 | 2015 | 2017 | 2018 | 2020 | 2022 |